# Stavisky (film)
Pour les articles homonymes, voir Stavisky.
Pour plus de détails, voir Fiche technique et Distribution.
Stavisky est un film français réalisé par Alain Resnais, sorti en 1974.

## Synopsis
Le film retrace l'apogée, au début des années 1930, de l'escroc français d'origine russe Serge Alexandre Stavisky, suivie de sa mort brutale — dans des conditions troubles — en janvier 1934.
L'histoire débute lorsque « Serge Alexandre » (qui n'utilise plus le nom "Stavisky") mène grand train de vie, et est propriétaire de différentes affaires (théâtre de l'Empire, conglomérat de presse, Société foncière phocéenne, bijouterie). Au même moment, l'homme politique soviétique Léon Trotski obtient le droit de s'installer en France sous la condition de ne pas s'impliquer dans la vie politique française.
Tout en essayant d'obtenir un non-lieu dans le procès ayant suivi son arrestation qui avait eu lieu en 1926, Alexandre tente de couvrir les dettes qu'il a accumulées petit à petit lors de ses diverses opérations financières, en se lançant dans d'autres opérations encore plus "juteuses" : fondation d'une entreprise, dont la mise en bourse est garantie par l'État lui-même ; commerce d'armes pour le renversement de la République espagnole, par le biais d'un contact nationaliste espagnol, Montalvo. Pendant ce temps, l'inspecteur principal Pierre Bonny tente de regarder de plus près le dossier Stavisky en favorisant des fuites auprès de journaux ou en tendant des embûches aux complices de l'escroc, notamment au crédit municipal de Bayonne. Bonny est muselé en partie par une intervention de l'inspecteur principal Boussaud, dont Alexandre avait été le « cousin » (l'indicateur), et qui est désormais l'intermédiaire entre la préfecture et Stavisky. Ce dernier est bien protégé par ses accointances avec les membres de la majorité radicale et avec ceux de l'opposition nationaliste.
Malgré des accès de déprime (durant lesquels il s'intéresse au suicide de son père et à celui, aux circonstances étranges, du banquier belge Loewenstein), accès suivis de crises de mégalomanie ou de paranoïa, malgré les dettes, qui s'accumulent au point de gêner ses affaires, Alexandre n'écoute guère les conseils de ses proches. Il mène grand train, entouré de ses amis (son médecin Mézy ; le baron Raoul ; son avocat maître Grammont ; son homme de confiance Borelli) et de son épouse Arlette, ce qui ne l'empêche pas de passer des nuits avec d'autres femmes. Toutefois, l'année 1933 se termine mal pour Alexandre : alors qu'il attend avec impatience la mise en marche de ses deux projets phares et donc une rentrée d'argent, qui lui permettrait d'éponger toutes ses dettes, l'affaire des bons de Bayonne éclate. On découvre alors que la moitié des bons tirés sur le crédit municipal de Bayonne sont des faux, l'escroquerie ayant été montée avec la complicité du directeur de cet établissement financier. Le soir de Noël 1933, Alexandre est donc recherché par la police et prend la fuite.
Ses amis et contacts lui font comprendre qu'il doit désormais se cacher, se taire et se faire oublier pour qu'ils puissent, le temps que l'affaire se calme, le protéger et eux avec. Cependant, Alexandre est désormais intenable et souhaite de plus en plus s'exprimer sur la place publique, afin de garder tous ses avantages et faire jouer l'influence qu'il croit détenir encore auprès du pouvoir politique. Réfugié à Chamonix dans le chalet de l'un de ses employés, Alexandre est rapidement encerclé par la police et la gendarmerie. Un coup de feu éclate dans le chalet sans qu'on puisse dire s'il s'agit d'un suicide ou non.
En parallèle de la trame principale, le récit est interrompu par des bribes de témoignage des différents protagonistes de l'affaire devant la commission d'enquête parlementaire qui a été mise en place. La chute du gouvernement et la crise du 6 février 1934 qui interviennent peu après sont évoquées, de même que la mise à pied de l'inspecteur Bonny. En outre, certains éléments de l'exil de Trotski en France prennent parfois le pas sur l'histoire de Stavisky. Le film se termine après une visite du baron Raoul à la prison de la Petite Roquette, où est désormais incarcérée Arlette, soupçonnée de connaître certains secrets de son mari.

## Fiche technique
- Titre : Stavisky
- Réalisation : Alain Resnais, assisté de Florence Malraux, Philippe Lopes-Curval et Jean Léon
- Scénario, adaptation et dialogues de Jorge Semprún
- Musique : Stephen Sondheim
- Image : Sacha Vierny
- Montage : Albert Jurgenson
- Décors : Jacques Saulnier
- Costumes : Jacqueline Moreau (Yves Saint Laurent pour Anny Duperey[1])
- Son : Jean-Pierre Ruh, Bernard Bats
- Assistants réalisateurs : Jean Léon, Philippe Lopes
- Assistant caméra : Jean-Paul Cornu
- Pellicule 35 mm, couleur par Eastmancolor
- Producteurs : Jean-Paul Belmondo, Georges Dancigers, Alexandre Mnouchkine, Gérard Lebovici (non crédité)
- Producteurs délégués : Alexandre Mnouchkine, Oscar Dancigers
- Directeur de production : Alain Belmondo
- Sociétés de production : Cerito Films, Les Films Ariane (Paris), Simar Films, Euro International Films (Rome)
- Société de distribution : C.C.F.C (), Cinemation Industries (), Euro International Film ()
- Budget : 9 millions de francs[2]
- Début du tournage : 4 octobre 1973
- Durée : 120 min
- Pays de production :  France
- Date de sortie :
  - France : 15 mai 1974
  - Italie : 12 septembre 1974
  - USA : 29 septembre 1974 (Festival du film de New York, 22 décembre 1974)
  - Allemagne de l'Ouest : 12 janvier 1975 (TV)
- Visa : CNC no de visa 41698, Tous publics
- Affiche : René Ferracci (France)

## Distribution
- Jean-Paul Belmondo : Serge Alexandre Stavisky
- François Périer : Albert Borelli, son fondé de pouvoir
- Anny Duperey : Arlette, épouse de Stavisky
- Michael Lonsdale : le docteur Mézy
- Roberto Bisacco : Juan Montalvo de Montalbon
- Claude Rich : l'inspecteur Pierre Bonny
- Charles Boyer : le baron Jean Raoul
- Pierre Vernier : maître Pierre Grammont
- Marcel Cuvelier: l'inspecteur Boussaud
- Van Doude : l'inspecteur principal Gardet
- Jacques Spiesser : Michel Grandville
- Michel Beaune : le journaliste maître-chanteur
- Maurice Jacquemont : Gauthier
- Silvia Badescu : Erna Wolfgang
- Jacques Eyser : Véricourt
- Fernand Guiot : Van Straaten
- Daniel Lecourtois : le président de la commission d'enquête parlementaire
- Gérard Depardieu : le jeune inventeur du "matriscope"
- Niké Arrighi : Édith Boréal
- Samson Fainsilber : l'employé au fichier
- Raymond Girard : le docteur Pierre
- Gigi Ballista (voix française : Julien Guiomar) : Gaston Henriet
- Guido Cerniglia : Laloy
- Yves Brainville : M. de la Salle
- Gabriel Cattand : un député à la commission d'enquête
- Jean Michaud : Houriaux
- Niels Arestrup : Rudolph, le secrétaire de Trotski
- Roland Bertin : l'employé et gardien du cimetière
- Imelde Marani : la provinciale / la belle inconnue
- Lucienne Legrand : la secrétaire du professeur Pierre
- Guy Piérauld : le contrôleur-receveur
- Yves Peneau : Léon Trotski
- Dominique Rollin : Sedov
- Catherine Sellers : Natalya
- Paul Villé : l'huissier
- Vicky Messica : le régisseur
- Lionel Vitrant : un invité
- Georges Yacoubian : le valet de chambre
- François Leterrier : André Malraux
- Jean-Michel Charlier : le commissaire divisionnaire
- Jean Davy : "la voix de Coriolan"

## Accueil
En sélection officielle au Festival de Cannes 1974, le film est médiocrement accueilli par les festivaliers et par les critiques présents. Il n'est distingué au palmarès que par un hommage à Charles Boyer en raison de sa carrière. Jean-Paul Belmondo, également coproducteur du film, déclare plus tard avoir très mal vécu cet accueil : « Je ne voulais pas que le film aille à Cannes. On m'a persuadé du contraire. Un massacre ! Resnais n'avait pas tourné depuis cinq ans et c'est la seule fois où il s'est fait traîner dans la merde. (...) Les critiques ne m'ont jamais empêché de dormir, sauf sur Stavisky. Il y a eu un tel déchaînement. Là, j'ai dit : “C'est vraiment des cons !” Dans Stavisky, ils me reprochaient d'être sympathique. Mais vous connaissez un escroc antipathique, vous ? Un escroc antipathique, il n'escroque personne ! ». Le film n'est pas un échec public, puisqu'il attira plus de 300 000 spectateurs dans les salles à Paris et plus d'un million de spectateurs en France, mais ses chiffres de fréquentation sont très inférieurs à ceux obtenus par les succès précédents de Belmondo. Ce dernier, dans les années suivantes, tourne essentiellement des films plus « commerciaux ».